# Abatia canescens
Abatia canescens là một loài thực vật có hoa trong họ Liễu. Loài này được Sleumer mô tả khoa học đầu tiên năm 1934.